# Гуріненко Петро Володимирович
Петро́ Володи́мирович Гуріне́нко (*25 вересня 1923, Малий Букрин — 30 квітня 2010, Ржищів) — український прозаїк.

## Життєпис
Народився 25 вересня 1923 р. в с. Малий Букрин Миронівського району на Київщині. Десятирічну школу закінчив в Ходорові. Працював рахівником, головою райкомітету фізкультури і спорту, вчителем та директором в селах Закарпаття.
Публікуватись починає з 1949 року. Згодом працював літпрацівником в газетах "Закарпатська правда" і "Червоний прапор". Закінчив факультет журналістики Київського державного університету ім. Т. Г. Шевченка.  З 1959 року був завідувачем редакції прози у виданні "Радянський письменник".
В 1974 році став секретарем правління Київської організації Спілки Письменників України. В якості секретаря правління брав участь у літературних заходах: відкриття меморіального кабінету Н.С. Рибака в ЦДАМЛМ УРСР (27 вересня 1983 р.), відкриття меморіального кабінету А.Головка в ЦДАМЛМ УРСР (4 грудня 1985 р.).
Учасник війни, нагороджений орденами, зокрема, орденом Червоної Зірки, і медалями. Лауреат премії імені А. Головка. Гуріненко є автором  сценарію х/ф «У пастці» (1967, реж. О. Швачко, Київ. кіностудія худож. фільмів ім. О. Довженка). Окремі твори Гуріненка перекладені російською та польською мовами.
Петро Володимирович помер 30 квітня 2010 року та похований у місті Ржищів Київської області поряд зі своєю дружиною Гуріненко (Гачковою) Євгенівною Іванівною.
В журналі "Перець №21 за 1978р розміщено дружній шарж А.Арутюнянца , присвячений митцю.

## Твори

### Романи
«У серця своя пам'ять» (1970)
«Життя одне» (1973)
«Днів твоїх небагато» (1979)
«Той чорний ранок» (1982)
«Ти щастя обіцяла» (1989)
«Дівчина з холодними очима» (1992)

### Повісті
«Руська долина» (1954)
«Зореслава» (1959)
«Альпійська айстра» (1963)
«Дві доби мовчання» (1965) 

### Збірки оповідань
«Червона скеля» (1958)
«Мала мати сина» (1961) 